# 542
Раннє Середньовіччя. У Східній Римській імперії триває правління Юстиніана I. В імперії чума Юстиніана. Візантія веде війну з Остготським королівством за Апеннінський півострів і з Персією. Франкське королівство, розділене на частини між синами Хлодвіга. Іберію займає Вестготське королівство, у Тисо-Дунайській низовині лежить Королівство гепідів. В Англії розпочався період гептархії.
У Китаї період Північних та Південних династій. На півдні править династія Лян, на півночі — Східна Вей та Західна Вей. В Індії правління імперії Гуптів. В Японії триває період Ямато. У Персії править династія Сассанідів.
На території лісостепової України в VI столітті виділяють пеньківську й празьку археологічні культури. VI століття стало початком швидкого розселення слов'ян. У Північному Причорномор'ї співіснують різні кочові племена, зокрема гуни, сармати, булгари, алани, авари.

## Події
- У Константинополі від бубонної чуми померло принаймні 230 тис. людей. У всій імперії понад 2 млн. Імператор Юстиніан I захворів, але одужав.
- Юстиніан I послав 30-тисячне військо у Вірменію на війну з персами. Перси змушені відступити, але їм вдалося влаштувати засідку візантійцям і здобути перемогу біля Двіна.
- Остготи на чолі з Тотілою розпочали відвоювання Італії у візантійців. Вони отримали перемогу біля Фаенци, увійшли в Тоскану, захопили Флоренцію, і, обійшовши Рим, пішли на південь. Там вони взяли в облогу Неаполь.
- Королі франків Хільдеберт I та Хлотар I пішли в похід в Іспанію на візіготів. Вони захопили Памплону, але не змогли взяти Сарагосу й відступили.